# Bruno Chimirri (Politiker)

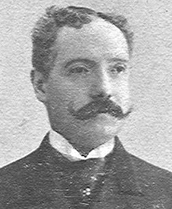
Bruno Chimirri

Bruno Chimirri (* 24. Januar 1842 in Serra San Bruno, Königreich beider Sizilien, heute: Provinz Vibo Valentia; † 28. Oktober 1917 in Amato, Provinz Catanzaro) war ein Rechtsanwalt und Politiker im Königreich Italien, der zwischen 1874 und 1913 Mitglied der Abgeordnetenkammer (Camera dei deputati) sowie mehrmals Minister war.

## Leben
Bruno Chimirri absolvierte ein Studium der Rechtswissenschaften und war danach als Rechtsanwalt tätig. Am 23. November 1874 wurde er erstmals Mitglied der Abgeordnetenkammer (Camera dei deputati) und gehörte dieser ununterbrochen von der zwölften bis zum Ende der 23. Legislaturperiode am 29. September 1913 an. Er war zwischen dem 26. Mai 1880 und dem 27. April 1886 Sekretär des Präsidiums der Abgeordnetenkammer. Im Kabinett Rudinì I bekleidete er zunächst zwischen dem 6. Februar und dem 30. Dezember 1891 das Amt als Minister für Landwirtschaft, Industrie und Handel (Ministro dell’Agricoltura, Industria e Commercio) sowie nach einer Kabinettsumbildung vom 31. Dezember 1891 bis zum 15. Mai 1892 Minister für Justiz und Kirchenangelegenheiten (Ministro di Grazia e Giustizia e dei Culti).
Später war Chimirri zwischen dem 10. Juni 1895 und dem 2. März 1897 Vizepräsident der Abgeordnetenkammer sowie vom 18. November 1899 bis zum 17. Mai 1900 Vize-Vorsitzender des Haushaltsausschusses der Camera dei deputati. Im Kabinett Saracco fungierte er zwischen dem 24. Juni 1900 und dem 15. Februar 1901 als Finanzminister (Ministro delle Finanze). Zugleich war er vom 21. Dezember 1900 bis zum 6. Januar 1901 auch Schatzminister (Ministro del Tesoro). 1913 wurde er zum Senator des Königreichs ernannt. Für seine Verdienste erhielt er das Großkreuz des Ritterordens der Heiligen Mauritius und Lazarus sowie die Würde als Kommandeur des Ordens der Krone von Italien.